# Крістоф Улльманн
Крістоф Улльманн (нім. Christoph Ullmann; народився 19 травня 1983 у м. Альтеттінг, Німеччина) — німецький хокеїст, центральний нападник. Виступає за «Кельнер Гайє» у Німецькій хокейній лізі. 
Виступав за «Кельнер Гайє», «Адлер Маннгейм», «Гайльброннер Фалькен».
У складі національної збірної Німеччини учасник чемпіонатів світу 2004, 2006 (дивізіон I), 2007, 2008, 2009, 2010 і 2011. У складі молодіжної збірної Німеччини учасник чемпіонатів світу 2002 (дивізіон I) і 2003.

## Досягнення
- 2015 Чемпіон Німеччини у складі «Адлер Мангейм».